# 地球グミ
トローリ プラネットグミは、MEDERER社（メダラー社）が製造する菓子シリーズTrolli(トローリ)のドイツのグミ。愛称は地球グミ(ちきゅうグミ)。

Trolliの公式ロゴ

愛称は地球を模した形状であるためこう呼ばれる。韓国のYouTuberのASMR動画が2018年頃動画内で紹介したことで韓国国内、その後日本で10代から20代の若者を中心としてSNSで話題になり、JC・JK流行語大賞2021年上半期の商品部門で第一位を獲得した。

## 味と形状
円球の地球を見立てた青いグミの中にマグマに見立てたストロベリーソースが入っている。パッケージには陸地が緑で描かれているものの、グミ本体は真っ青である。直径3cm程。

## 販売
第三次韓流ブームとともに入手方法をめぐりSNS上で話題となり、2021年4月に輸入代理店が個数限定で販売すると即完売した。正規のオンラインショップでは軒並み品切れし、プレミア価格がついており、メルカリなどでも高額で転売されている。さらに、人気のあまり中国や韓国が原産の類似品も多く販売されている。本物があまりに手に入りにくいため「地球グミ難民」と呼ばれる人が続出しており、自作レシピも出回った。
夏は製品の特性上、溶けるおそれがあるため輸入されなかったが、2021年の10月2日に約半年ぶりにサンキューマートで販売された。また、同時に同社の目玉グミが日本初上陸した。